# Kitara brez prečk
Kitara brez prečk je. To glasbilo je hibrid med dvema glasbiloma: 
- godalo - ta kitara ima vrat z gladko, brušeno ubiralko (palisander, mahagonij, ebenovina, steklo, kovina)
- kitara - trup je kitarski, uglasitev tudi (E, A, D, G, H in E)

## Zgodovina
Jaco Pastorius je leta 1970 začel igrati tovrstno bas kitaro - s Fender Jazz Bassa je odstranil prečke in zakital zareze ter prebrusil ubiralko. Ko je leta 1977 postal svetovno znan, ker je vstopil v skupino Weather Report, je kmalu prišlo do popularizacije fretless bas kitare in v drugi polovici sedemdesetih let je postal ta inštrument prava modna muha. Danes ga igrajo le še redki - v glavnem jazzovski basisti in ustvarjalci filmske glasbe.
Šeststrunska fretless kitara se je pojavila konec šestdesetih let. V primerjavi s fretless bas kitaro ni nikoli doživela velike popularnosti, ima pa dandanes kultni status. Fretlesskitaristi imajo v ZDA lasten festival. Namenjena je virtuozom, ki jih najdemo v zvrsteh, kot so jazz fusion, eksperimentalna glasba, progresivni rock, progresivni metal in podobno.

## Svetovni fretless bas kitaristi
- Jaco Pastorius, legenda fretless Fender Jazz Bassa, kariero začel v Weather Report
- Bill Wyman, Rolling Stones - prvi v zgodovini uporabil fretless (1966, Paint in Black)
- Jack Bruce, kontrabas, potem prečkata bas kitara - band Cream, kasneje šel na fretless - jazz
- Tony Levin, studijski bas kitarist, igral v skladbi Sledgehammer - izvajalec : Peter Gabriel
- Rick Danko, zasedba The Band
- Pino Palladino - sredi osemdesetih igral fretless bas kitaro - v zasedbi Paul Younga
- David Gilmour, kitarist zasedbe Pink Floyd - tudi fretless bas posnetki so njegovi
- Sting - The Police, 1978/1983 - fretless bas kitara + vokal
- Fernando Saunders - igral fretless bas kitaro tudi z Lou Reedom
- John Deacon, zasedba Queen
- Steve DiGorgio- Death, Control Denied

## Slovenska glasba
- Ultimat : Ultimat, album iz 1982 (fretless bas kitara : Mirko Bogataj)
- Kameleoni : Kameleoni, album iz 1981 (fretless bas kitara : Jadran Ogrin)
- Ob šanku : Janez Bončina (Benč), album iz 1984 (fretless bas kitara : Karel Novak)
- "Nenajavljen gost" : Babaloo Band, album iz 1998 (fretless bas kitara : Tine Jelen)

## Fretless kitaristi
- Andy Summers, The Police
- Frank Zappa, Mothers of Invention
- Vlatko Stefanovski, Leb i sol
- Robert Fripp, King Crimson
- Erkan Ogur, turški konstruktor fretless kitare
- NedEvett
- Adrian Belew, King Crimson
- Michael ATONAL Vick
- Steve Vai, David Lee Roth

## Slovenija, bas kitara
- Dejan Slak
- Trajo Brizani
- Anže Langus - Dagi
- Mirko Bogataj
- Tine Jelen
- Jadran Ogrin
- Jani Hace
- Marjan Ogrin
- Dare Hočevar
- Karel Novak